# Élie Bayol
Élie Bayol (n. 28 februarie 1914, Marsilia – d. 25 mai 1995, La Ciotat) a fost un pilot francez de Formula 1 care a evoluat în Campionatul Mondial între anii 1952 și 1956.
1. 1 2 3 4  Fichier des personnes décédées mirror, accesat în 26 mai 2021